# Пісня про Арінбйорна
Пісня про Арінбйорна — скальдична поезія Еґілля Скаллаґрімссона на честь його друга Арінбйорна. Поезія збереглася лише в «Книзі з Мьодрувєлліру», в інших манускриптах Саґи про Еґіля вона відсутня. Деякі рядки поезії втрачено, деякі є пошкодженими. Написано поезію розміром квідугатт.